# Michael Szabszinski von Rembow
Michael Szabszinski von Rembow (* 1740; † 24. März 1818 in Königsberg) war ein preußischer Generalleutnant, Chef des Füselierregiments Nr. 6. Er war einer der wenigen preußischen Generale, die nach der Niederlage von 1807 aktiv bleiben durften.

## Leben

### Militärkarriere
Rembow kam am 3. März 1753 in das Garnisonsregiment Nr. 11. Während des Siebenjährigen Krieges kämpfte er bei der Belagerung von Schweidnitz und nahm am Feldzug in Pommern teil. Ferner kämpfte er in den Schlachten von Groß Jägersdorf und Freiberg. In letzter geriet Rembow in Gefangenschaft und kam erst nach dem Frieden von Hubertusburg wieder frei. In der Zeit wurde er am 5. September 1757 Fähnrich und am 25. September 1760 Sekondeleutnant.
Nach dem Krieg wurde er am 1. Juli 1770 Premierleutnant des Garnisonsregiments. Am 9. Mai 1776 wurde er dann Stabskapitän sowie am 31. Oktober 1778 Kapitän und Kompaniechef. Als solcher nahm er 1778/79 am Bayrischen Erbfolgekrieg teil. Dort kämpfte er im Gefecht am Troppau. Am 14. August 1786 wurde er in das Freiregiment „von Arnauld“ versetzt. Er wurde am 23. November 1786 Major, am 1. Juni 1787 wurde er in das neuerrichtete Füselierbataillon Nr. 5 versetzt. Am 7. Februar 1789 wurde er Chef des Füselierbataillons Nr. 6. Dazu erhielt er am 3. Juni 1789 den Orden Pour le Mérite. Am 14. Februar 1793 wurde Rembow Oberstleutnant und nahm dann 1794/95 am Feldzug in Polen teil. Am 7. Februar 1795 stieg er zum Oberst auf, dann am 12. September 1797 wurde er Brigadier der 1. Ostpreußischen-Füselier-Brigade. Am 2. Oktober 1800 erhielt er die Mitteilung, dass sich sein Brigadiergehalt ab 1. November 1800 auf 2180 Talern belief. Am 20. Mai 1801 wurde er zum Generalmajor mit Patent zum 3. Juni 1801 befördert. Am 3. März 1804 feierte Rembow sein 50-jähriges Dienstjubiläum.
Er nahm noch mit den Korps „L'Estocq“ am Vierten Koalitionskrieg teil. Dafür erhielt er am 11. September 1807 den Roten Adlerorden III. Klasse. Im Gegensatz zu vielen anderen Generälen war noch am 20. Dezember 1807 aktiver General mit vollem Gehalt. Am 22. Januar 1808 wird er dem 2. Ostpreußischen Infanterie-Regiment zugeordnet. Für seine Verdienste während des Feldzuges von 1807 erhielt er am 5. März 1808 vom russischen Zaren den Orden der Heiligen Anna III. Klasse. Am 1. August 1808 wurde er noch weiter als wirklicher Offizier der Armee geführt, daher konnte er am 20. Mai 1809 noch zum Generalleutnant befördert werden. Am 12. Juli 1811 durfte er auf Grund seines Alters dann kein Truppenkontingent mehr übernehmen. Er durfte ab 2. April 1812 seinen Aufenthalt in Königsberg nehmen und erhielt am 1. Juli 1813 seinen Abschied mit einem Gnadengehalt von 1200 Talern.
Rembow war Herr auf Kirschnehmen (Kreis Fischhausen).

### Familie
Er heiratete 1772 Luise Charlotte von Reibnitz (* August 1753; † 25. Februar 1793). Das Paar hatte folgende Kinder:
- Ferdinand Karl (* 1775), Oberstleutnant a. D. ⚭ Wilhelmine von Wahl-Jürgass
- Karl Friedrich Franz (* 15. Januar 1777), Oberst, Ritter des Ordens Pour le Mérite
- Luise Johanna Marianne (* 1782) ⚭ N.N. von Eberstein, Sekondeleutnant im Füselierbataillon Nr. 6

Nach ihrem Tod heiratete Rembow am 26. November 1795 in Königsberg Sophie Wilhelmine Barbara von Müllenheim (* 4. April 1739; † 24. März 1808). Sie war Witwe des Otto Ludwig von Kunheim (* 16. November 1722; † 3. November 1791) und eine Tochter des Obersten Theophil Gebhard von Müllenheim (1686–1757) und der Marie Luise Eleonore von Lehwald († 1741) aus dem Hause Ottlau.